# 日本メナード化粧品
日本メナード化粧品株式会社（にほんメナードけしょうひん、英: Nippon Menard Cosmetic Co., Ltd.）は、愛知県名古屋市中区に本社を置く大手化粧品メーカーである。

## 概要
創業者野々川大介（1921‐2019）により、 1959年（昭和34年）11月に設立された。一般にはメナード化粧品のブランド名で知られている。コーポレートメッセージは「美しさにまごころこめて」（『名古屋ウィメンズマラソン』など、CMが90秒以上放送される番組の提供読みでも使われている）。なお、一社提供番組では一時期「美容社員が、直接お宅にお伺いするメナード化粧品」とするものもあった。
「メナード」という社名は、ギリシャ神話に登場する美の女神「メイナド」から命名された。
ヘアカラー等を製造するダリヤは、創業者・主たる株主を同じくする関係会社である。

## 事業概要

### 化粧品事業
売上高は565.1億円（2010年（平成22年）3月期）、化粧品関連が90%を占める。国内化粧品メーカーである。訪問販売を主な販売形態とする。
販売の流れは、商品を専属契約を結んだ代行店に所属する販売員（メナードレディ）が顧客に届ける訪問販売である。代行店約11,400店（2010年（平成22年）現在）、メナードレディは約91,000人所属している。

### その他事業
- メナード青山リゾート（リゾートホテル・ゴルフ場）（三重県伊賀市）
- メナードカントリークラブ（青山コースは上述の「青山リゾート」内、西濃コースは岐阜県大垣市上石津町）
- メナード美術館（愛知県小牧市）
- 健康食品 - 機能性表示食品も展開[3][4]。

### かつて行なっていた事業
- 関ヶ原メナードランド（岐阜県不破郡関ケ原町）

## 沿革
- 1959年（昭和34年） - ダリヤ工業（現在のダリヤ）より訪問販売化粧品部門を分離し、本社を名古屋市中区に設立。
- 1964年（昭和39年） - 本社を名古屋市西区に移転、工場を開設。
- 1966年（昭和41年） - 名古屋工場開設、美容事業に進出。
- 1968年（昭和43年） - 稲沢工場開設。
- 1971年（昭和46年） - 本社を現在の名古屋市中区に移転し中央研究所新設。
- 1976年（昭和51年） - 三重県名賀郡青山町（現在の伊賀市）にメナード青山リゾートを開設、リゾート事業に参入。
- 1982年（昭和57年） - ジュピエルシリーズ発売。
- 1987年（昭和62年） - 愛知県小牧市にメナード美術館開設。
- 1988年（昭和63年） - ビューネ発売。
- 1995年（平成7年）  - スーパーコラックス発売。
- 1999年（平成11年） - 設立40周年。健康食品事業に参入。
- 2000年（平成12年） - 名古屋国際女子マラソンに協賛を開始。
- 2002年（平成14年） - 新本社・ビル竣工。
- 2003年（平成15年） - フランスに「メナード フラッグシップショップ パリ」オープン。
- 2005年（平成17年） - 香港に現地法人「香港メナード」設立。
- 2007年（平成19年） - 創業者・野々川大介「小牧市民栄誉賞」受賞。

## 主な商品（化粧品・医薬部外品等）
- イルネージュ
- フェアルーセント
- 薬用リシアルEX
- コラックス
- 薬用ビューネ
- ジュピエル

など

## スポンサー・CM等
提供クレジットは、2007年（平成19年）12月まで「メナード化粧品」だったが、創業50年目に入った2008年（平成20年）1月からは左側に社章、その横に大きく「MENARD」の文字を配し、その下に「JAPAN, SINCE 1959」という表記になっている。CMの末尾にも同様の表記が入る（ただし、CMでは2000年代頃から提供クレジットよりも先に「（社章）MENARD」の表記が使用されている）。

### 主な提供番組
- フジテレビ月9ドラマ（フジテレビ系列全国26局ネット・TOSとUMKを除く、月曜21:00 - 21:54） - 30秒×2[注 1]
- 木曜劇場（フジテレビ）[注 2]
- ポップUP!（バイキングmoreのスライド）
- 中居正広の金曜日のスマイルたちへ（TBS系列、金曜20:57 - 22:00） - 30秒[注 3]
- テレビ朝日水曜21時枠刑事ドラマ（テレビ朝日系列全国24局ネット、2017年4月 - 2020年9月、2022年4月 - 水曜21:00 - 21:54） - 30秒

### 提供枠の変遷

#### フジテレビ系
- 月曜21時枠は『大空港』（1978年 - 1980年）→『欽ドン!』（1981年 - 1987年）時代からのスポンサーで、現在に至る。
- 関西テレビのスポンサーは『三枝の愛ラブ!爆笑クリニック』に30秒についていた。
- もうひとつの30秒枠は1997年（平成9年）の金曜20時『中村雅俊のゼッタイ!知りたがり』が起源。その後、1998年（平成10年）4月 - 1999年（平成11年）3月は木曜19時枠の『強力!木スペ120分』（ - 1998年9月）→『コレって変ですか〜!?』（1998年10月 - ）に移行した。
  - 1999年（平成11年）4月開始の『走れ!!しあわせ建設』で再び金曜20時枠に戻り、2008年（平成20年）3月終了の『幸せって何だっけ 〜カズカズの宝話〜』まで継続。『金曜プレステージ』の繰り上げで枠が金曜22時に移行し、『一攫千金!日本ルー列島!』を半年間提供した。2008年（平成20年）10月から木曜20時枠の『奇跡体験!アンビリバボー』に移行した。
  - 『奇跡体験!アンビリバボー』（フジテレビ系列全国28局ネット、木曜19:57 - 20:54） - 30秒×1、2008年10月から2012年3月まで。
- その後4年間もうひとつの30秒枠は中断されていたが、2016年4月に『オトナの土ドラ』で復活した。
  - 『オトナの土ドラ』（東海テレビ発フジテレビ系、基本は土曜23:40 - 24:35[注 4][注 5]）※テレビ大分とテレビ宮崎は時差送出 - 30秒。ただし、提供しない作品もある。
  - 2017年3月6日・13日の『スポーツLIFE HERO'S』の日曜夜 - 深夜の1部に週替わり枠で30秒ずつ「名古屋ウィメンズマラソン」のPRを兼ねた企業CMを放送した。
- 2017年4月より『直撃LIVE グッディ!』の番組提供を開始。提供日は毎週火・木曜の30秒ずつ。
  - 直撃LIVE グッディ!（フジテレビ系、テレビ大分・テレビ宮崎を含む、月 - 金曜13:45 - 15:50）- 火・木曜30秒、2017年4月4日〜2020年9月24日まで。
  - 『グッディ!』終了に伴い、提供枠を事実上の後継番組である『バイキングMORE』にスライド。『グッディ!』では提供していた火曜の30秒分[注 6] は、水曜に移動。
  - 木曜劇場（フジテレビ系列全国28局ネット、木曜22:00 - 22:54） - 30秒、2020年10月〜12月まで。
  - イメージキャラクターである深田恭子が出演している『ルパンの娘』（第2シリーズ）に提供[注 7]。

#### 日本テレビ系
- 土曜21時30分放送時代の連続ドラマ[注 8] に提供していたが1970年代の途中で提供番組が二転三転する。[注 9]
- 読売テレビ制作の木曜21時から2時間ドラマ枠『木曜ゴールデンドラマ』（ - 1992年（平成4年）3月、30秒×2）→『Drama City』（1992年（平成4年）4月 - 1993年（平成5年）3月、30秒×2）
- 1993年（平成5年）4月に読売テレビ制作の木曜21時から1時間枠、『谷村新司のテレビ裸の王様』（30秒×1）→『板東英二のズバリ!直球勝負』（30秒×1）→木曜21時ドラマ枠（30秒×2）
- 1995年（平成7年）4月より日本テレビ制作の火曜21時からの2時間ドラマ枠『火曜サスペンス劇場』→『ドラマ・コンプレックス』）を提供。2006年（平成18年）3月に降板したあとは提供番組が無かったが、2009年（平成21年）10月より『情報ライブ ミヤネ屋』（読売テレビ制作、日本テレビ系列）で3年半ぶりに提供が復活した。
  - 『情報ライブ ミヤネ屋』（ytv制作・日本テレビ系列、火・木曜13:55 - 15:50） - 30秒×1、2009年10月から2012年3月まで
- 四国放送では、『ザ・ワイド』→『情報ライブ ミヤネ屋』（火・木曜13:55 - 15:50）、『よしもと新喜劇』でもCMが流れている。

#### TBS系
- 水曜19時枠の『スターにアタック!勝抜き歌合戦』（1976年）→水曜20時枠刑事ドラマから『わくわく動物ランド』を経て『生生生生ダウンタウン』などの水曜20時枠バラエティ番組に提供していたが、1996年（平成8年）10月の改編で水曜21時枠へ移る。その後関口宏司会の2つの番組（『女神の天秤』『はばたけ!ペンギン』）を経て、1998年（平成10年）10月に再び水曜19時枠に戻り『特捜!芸能ポリスくん』、それから半年後に日曜11時45分枠『アッコにおまかせ!』に移るが、その後、提供枠が消滅した。
- 2005年（平成17年）の大晦日の『第47回輝く!日本レコード大賞』と2006年（平成18年）元日の『ヤマザキ新春スポーツスペシャルニューイヤー駅伝2006』に前者は60秒（30秒×2本）・後者は30秒のCMを流した。
- 中部日本放送制作枠のCBC制作昼の連続ドラマの提供枠も過去にあった（『ドラマ30』の前身番組の後半15分）。その後は『ドラマ30』のスポンサーとして継続したが、現在は消滅している。
- また、日曜昼の『家族そろって歌合戦』（獅子てんや・瀬戸わんや司会）→『熱戦!歌謡ダービー』（明石家さんま・うつみ宮土理司会）でも番組提供を務めた。また、ステージ上に看板を掲げ、スポンサーから賞品も提供した。
- チューボーですよ! - カウキャッチャー、30秒、2013年1月 - 同年8月末頃まで。同年9月以降は週替わりとなる。
- 2021年1月から、フジテレビで放送された『ルパンの娘』（第2シリーズ）の提供枠を移動する形で『中居正広の金曜日のスマイルたちへ』の番組提供を開始[注 10]、2022年春の改編で撤退した。

#### テレビ朝日系
- 1970年代には、朝日放送制作の日曜19時枠クイズ・バラエティ番組の1社提供スポンサーであった。『三枝の結婚ゲーム』から始まり、『メロディアタック』『ニコニコ訪問→ニコニコ訪問・テレビ親孝行』『クロスワードクイズ・Theエイリアン』『ヒラメキ大作戦』（途中降板）といった番組に提供した。 その後はテレビ朝日土曜時代劇に移行された。
- 1987年4月より、オッペン化粧品の「土曜ワイド劇場」降板と入れ替えに「土曜ワイド劇場」のスポンサーとなる。1990年3月末で土曜時代劇を途中降板（当時一緒に提供していた筆頭スポンサーのHITACHIと全薬工業などはその後もしばらく提供していた。～テレビ朝日木曜時代劇→テレビ朝日火曜時代劇の頃まで）、1990年4月以降は「火曜ミステリー劇場」へ移動するが、1991年10月に「和田アキ子アワー」へ再移動し、1992年4月に「平成ふしぎ探検隊」→「火曜ドラマリーグ→火曜ドラマ」へ再々移動した後、「火曜ドラマ」の途中で「土曜ワイド劇場」以外の提供枠が消滅。
- 2007年（平成19年）11月24日は『土曜ワイド劇場』が特別ドラマ『松本清張 点と線』で休止されたため、12月23日に朝日放送制作の特別番組『M-1グランプリ2007』（30秒×2）内で振り替えた。それ以降も『人生の楽園』の1時間スペシャルなどに振替えられるケースなどが多数あった。
- しかし、2017年4月8日をもって「土曜プライム」の終了（その一企画扱いに降格済みの「土曜ワイド劇場」も同日に終了）が同年2月に明らかになったため[注 11][注 12]、2017年4月以降の提供番組に変更が生じた。
  - 土曜プライム・土曜ワイド劇場（テレビ朝日系列・朝日放送制作含む、土曜21:00 - 23:06） - 30秒×2 ※1987年4月から2017年3月まで筆頭スポンサーの1社として、30年にわたり提供[注 13]。終了に伴う、移動先の30秒×2本の内の1本は「テレビ朝日水曜21時枠刑事ドラマ」であるが、初回は該当枠振り替え特番（2017年4月5日放送の『あいつ今何してる?』3時間スペシャル）から提供開始[注 14]。なお、もう一つの30秒×2本の内の1本は『人生の楽園』2017年4月1日放送から提供[注 15]。
  - 人生の楽園（テレビ朝日系列全国ネット、2017年4月1日 - 2020年9月26日 土曜18:00 - 18:30） - 30秒
  - 日曜ワイド（テレビ朝日系列全国ネット、2017年4月9日 - 2018年3月25日 10:00 - 11:50） - 30秒 ※なお、「全日本大学駅伝」などのスポーツ中継の場合は休止。
- 2018年3月で「日曜ワイド」終了によりこの30秒×1本枠はBS朝日の「京都ぶらり歴史探訪」（基本、毎週火曜19:00 - 20:55）[注 16] に移動している（2018年4月11日 - 現在）。
- 2020年9月をもって、「人生の楽園」と「水曜21時枠刑事ドラマ」のスポンサーを共に降板したため、44年以上続いた提供枠が全て消滅した[注 17]。また、2022年4月より特捜9 season5で再び上記の通り「水曜21時枠刑事ドラマ」スポンサーを開始したため提供枠の30秒を再開している。

#### テレビ東京系
- 木曜洋画劇場は1993年春の改編から日本興業銀行から引き継いだ。その後降板。
- 新春12時間ワイドドラマ時代劇の頃から、毎年正月に60秒以上のCMを流していた縁で、近年になってレギュラー枠に昇格している。『水曜女と愛とミステリー』の途中から番組提供を開始し、『水曜ミステリー9』『水曜シアター9』に引き継がれた。
- しかし、『水曜シアター9』の終了後に復活する『水曜ミステリー9』の第2期に当社のCMは流れず、現在に至る。
- 2015年以降、年によってはテレビ東京系（系列局制作土・日曜の16:00 - 17:15）単発特番枠で30秒×1本流すことや年末年始の単発特番で提供する場合もある[注 18]。

### その他
- 1980年代 - 1990年代の『サンテレビボックス席』の番組スポンサーとしてCMを流していたことがあった（30秒×1本）[注 19]。
- 90年代中期、JFN系列にて、10時 - 16時枠でラジオ時報CMスポットが流れた。
- 2000年（平成12年）度 - 2011年（平成23年）度（中止）に日本陸連、中日新聞社主催の『名古屋国際女子マラソン』の冠スポンサーを務めた。
  - その経緯から、同大会の後継であり2012年（平成24年）より開催されているマラソンフェスティバル ナゴヤ・愛知（名古屋ウィメンズマラソン・名古屋シティマラソン）のゴールドスポンサーを2020年（令和2年）まで務めていた。

### CMキャラクター
現在
- 松坂慶子
  - 1972年（昭和47年）に契約を結んで以来、長年にわたり出演。2013年（平成25年）には出演しなかったが、2014年8月16日より深田と共演している。
- 岩下志麻
  - 1972年（昭和47年）に契約を結んで以来、2013年まで継続して出演していたが、2018年9月頃より再び出演している。
- 深田恭子
  - 2005年に契約開始。
- 持田香織（Every Little Thing）
  - 2012年に契約開始。なお、名古屋ウィメンズマラソン2017の企業CMの楽曲には、Every Little Thingの「Pray」が採用されている。
- 大野いと
  - 2016年に契約開始。
- 竹内涼真
  - 2017年に契約開始。

### 過去のCMキャラクター
- 横山道代
- 岡田奈々
- とよた真帆
- 香坂みゆき
- 紺野美沙子
- 荻野目慶子
- 松本幸四郎 (9代目)
- 団しん也
- 風間杜夫
- 黒木瞳
- 松田翔太
- Me&My
- 藤木直人
- 押尾学
- ブレンダ
- 西山繭子
- 野沢和香
- みさきゆう
- 西田尚美
- 木村多江
- 渡辺梓
- 浅野麻衣子
- 佳村さちか
- 渡瀬美遊
- 観世水菜子
- 亜矢

※ 一時期、男性化粧品のCMも放送されていたが、現在は女性向け化粧品の宣伝のみ。

## 関連会社
- 株式会社ダリヤ
- 野々川物産株式会社
- 野々川工芸株式会社
- 株式会社メナードトータルサービス
- 株式会社サンフイルド
- 株式会社サンメナード
- 株式会社メナードジョアレット
- 株式会社メナードランド